# Friedrich Theodor Vischer

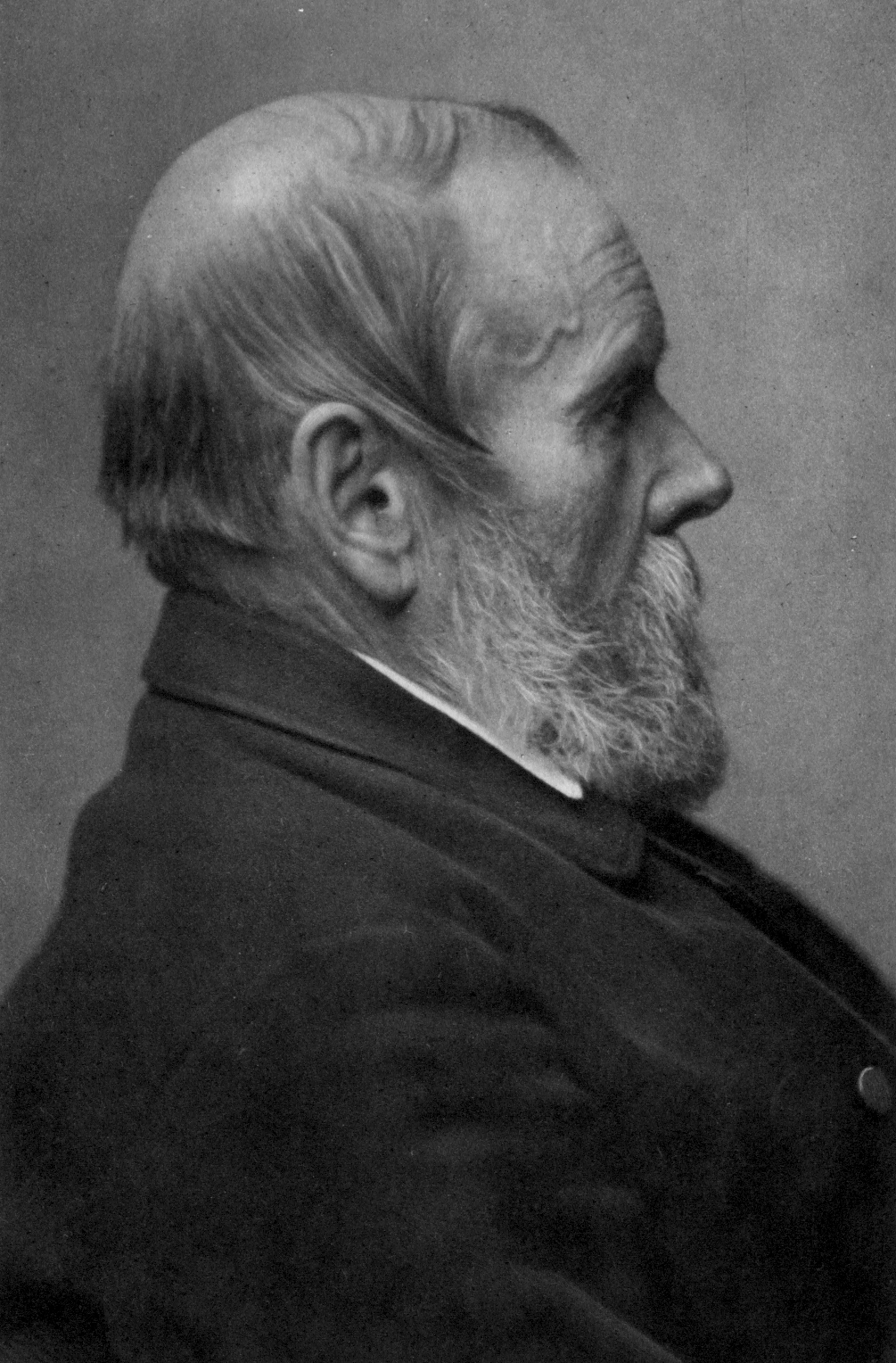
Friedrich Theodor Vischer

Friedrich Theodor Vischer (Ludwigsburg, 30 giugno 1807 – Gmunden, 14 settembre 1887) è stato un filosofo e poeta tedesco.

## Opere
- Über das Erhabene und Komische (1837)
- Kritische Gänge (1844)
- Æstethik oder Wissenschaft des Schönen, (1846-1857)
- Faust. Der Tragödie 3. Theil (1862)
- Epigramme aus Baden-Baden (1867, anonymt)
- Mode und Cynismus (1878)
- Auch Einer. Eine Reisebekanntschaft (1879)
- Lyrische Gänge (1882)
- Das Symbol (1887)